# Hrabstwo Bernalillo
Hrabstwo Bernalillo (ang. Bernalillo County) – hrabstwo w stanie Nowy Meksyk w Stanach Zjednoczonych.

## Miasta
- Albuquerque
- Rio Rancho

## Wioski
- Los Ranchos de Albuquerque
- Tijeras

## CDP
- Carnuel
- Cedar Crest
- Cedro
- Chilili
- Edith Endave
- Isleta Village Proper
- Manzano Springs
- North Valley
- Pajarito Mesa
- Paradise Hills
- Ponderosa Pine
- San Antonito
- Sandia Heights
- Sandia Knolls
- Sandia Park
- Sedillo
- South Valley